# Sundadanio
Sundadanio is een geslacht van straalvinnige vissen uit de familie van eigenlijke karpers (Cyprinidae).

## Soorten
- Sundadanio atomus Conway, Kottelat & Tan, 2011
- Sundadanio axelrodi (Brittan, 1976)
- Sundadanio echinus Conway, Kottelat & Tan, 2011
- Sundadanio gargula Conway, Kottelat & Tan, 2011
- Sundadanio goblinus Conway, Kottelat & Tan, 2011
- Sundadanio margarition Conway, Kottelat & Tan, 2011
- Sundadanio retiarius Conway, Kottelat & Tan, 2011
- Sundadanio rubellus Conway, Kottelat & Tan, 2011